# Dodecaedru

Dodecaedru regulat

Dodecaedrul (în greacă: δωδεκάεδρον, de la δώδεκα 'doisprezece' + εδρον 'față') este un poliedru cu 12 fețe.
Un caz particular este cel al dodecaedrului regulat, care este unul din cele cinci tipuri de poliedre platonice.
Fețele acestuia sunt pentagoane regulate, unghiul format de două fețe alăturate fiind același.

## Formule
Formulele care urmează sunt valabile pentru dodecaedrul regulat.

### Razele sferelor circumscrise, înscrise
Dacă a este muchia, atunci raza sferei circumscrise este:
{\displaystyle r_{u}={\frac {a}{4}}\left({\sqrt {15}}+{\sqrt {3}}\right)\approx 1.401258538\cdot a}
iar raza sferei înscrise este:
{\displaystyle r_{i}={\frac {a}{20}}{\sqrt {250+110{\sqrt {5}}}}\approx 1.113516364\cdot a}
Dacă vom considera sfera care trece prin mijlocul fiecărei muchii, atunci raza acesteia este:
{\displaystyle r_{m}={\frac {a}{4}}\left(3+{\sqrt {5}}\right)\approx 1.309016994\cdot a.}

### Aria și volumul
Aria totală și volumul dodecaedrului sunt date de relațiile:
{\displaystyle A=3{\sqrt {25+10{\sqrt {5}}}}a^{2}\approx 20.64572a^{2}}
{\displaystyle V={\frac {1}{4}}(15+7{\sqrt {5}})a^{3}\approx 7.66311896a^{3}.}

### Unghiul diedru
Unghiul diedru dintre două fețe alăturate rezultă din relația:
{\displaystyle \arccos {\frac {-1}{\sqrt {5}}}=\operatorname {arccot} {\frac {-1}{2}}\approx }116°33'54 .